# Герш Ротлеві
Герш Ротлеві (пол. Gersz Rotlewi; 1889–1920) — польський шахіст.

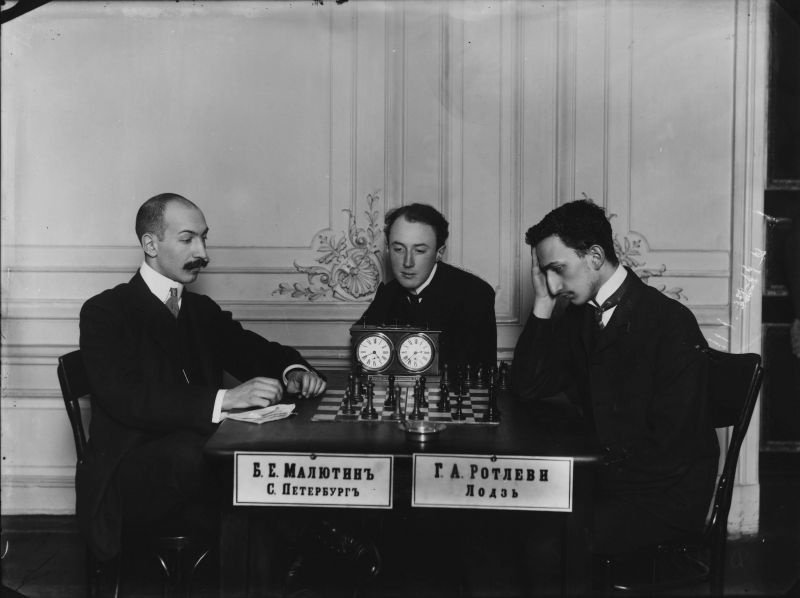
Герш Ротлеві, Борис Евгеньевич Малютин

Народився в єврейській сім'ї. Перших успіхів досягнув 1907 року на турнірі в Лодзі — 3-є і на 5-му Всеросійському турнірі (Лодзь) — 6-е місця. На Всеросійському турнірі любителів у Санкт-Петербурзі (1909) — 2-е місце (за О. Альохіним). 1910 року виграв міжнародний турнір у Гамбурзі (побічний) і матч у Г. Сальве — 6 : 4 (3 − 1 =6). 1911 року учасник міжнародних турнірів : Кельн (побічний) — 2-5-е, Карлсбад — 4-е місця.
У зв'язку з хворобою незабаром відійшов від шахів.

## Спортивні досягнення
| Рік  | Місто           | Турнір                 | +  | − | = | Результат | Місце |
| ---- | --------------- | ---------------------- | -- | - | - | --------- | ----- |
| 1907 | Лодзь           |                        |    |   |   | з         |       |
|      | Лодзь           |                        |    |   |   | з         |       |
| 1908 | Прага           |                        |    |   |   | з         |       |
| 1909 | Санкт-Петербург |                        |    |   |   | з         |       |
| 1910 | Гамбург         |                        |    |   |   | з         |       |
|      | Лодзь           |                        |    |   |   | з         |       |
| 1911 | Кельн           |                        |    |   |   | з         |       |
|      | Карлсбад        | 2-й міжнародний турнір | 15 | 8 | 2 | 16 з 25   | 4     |
|      | Лейпциг         |                        |    |   |   | з         |       |
|      | Мюнхен          |                        |    |   |   | з         |       |
|      | Гамбург         |                        |    |   |   | з         |       |
|      |                 |                        |    |   |   | з         |       |